# Денвер нагетси
Денвер нагетси (енгл. Denver Nuggets) су амерички кошаркашки клуб из Денверa, Колорадо. Заједно са Џезом, Тимбервулвсима, Тандером и Трејлблејзерсима играју у Северозападној дивизији Западне конференције у НБА.
Основани су 1967. као једна од првобитних франшиза новонастале АБА лиге. Дозволу за оснивање ове франшизе је добила група из Канзас Ситија предвођена Џејмсом Триндлом, бизнисменом из јужне Калифорније. Пошто Триндл није успео да нађе прикладну дворану за тим, комесар АБА лиге Џорџ Мајкан му је предложио да екипу пресели у Денвер, на шта је он пристао. Након што је прихватио да постави становника Денвера и бившег НБА играча Винса Борилу за генералног менаџера, Триндл је екипу назао Денвер ларкси по шеви (енгл. lark), која је један од симбола савезне државе Колорадо. Оснивачки одбор предвођен Триндлом није имао довољно почетног капитала, па им је Мајкан поставио рок да скупе 100.000$ као минимални буџет, или ће им у супротном бити одузета дозвола за нову франшизу. Само неколико сати пре истека рока Триндл је продао 2/3 клуба Билу Рингзбију, камионском магнату из Денвера, за 350.000$. Рингзби је пред почетак сезоне екипу преименовао у Денвер рокетсе, по узору на своју камионску транспортну компанију.
У АБА лиги су имали солидне наступе у регуларном делу сезоне, али су често испадали у првим рундама плеј-офа. Бил Рингзби је 1972. продао екипу двојици бизнисмена из Сан Дијега који су већ били власници НБА екипе Сан Дијего рокетса. Предвођени тренером Ларијем Брауном су 1976. играли против Њујорк нетса у последњем финалу АБА лиге икада, али су изгубили 4:2 у серији.
Пред прелазак у НБА власници су расписали конкурс о новом имену екипе, пошто су Рокетси већ играли у Хјустону након селидбе из Сан Дијега 1971. године. Победничко име са конкурса је било Нагетси, по узору на првобитне Денвер нагетсе који су постојали током 1932—51. У првим годинама у НБА су имали неког успеха, а прво финале конференције су играли у сезони 1977–78. Финале су изгубили 4:2 од будућих вицешампиона Сијетл суперсоникса. Током 1980-их су, предвођени Алексом Инлгишом и Кикијем Вандевегеом поново играли добро, а у сезони 1984–85 су поново стигли до финала Конференције, где су их Лос Анђелес лејкерси победили са 4:1.
Почетком деведесетих су изабрали Дикембеа Мутомба као 4. пика на драфту, и имали су солидне наступе. Најуспешнија сезона у овом периоду има је била 1993-94, када су постали прва екипа која је са 8. места избацила првопласиране Суперсониксе преокретом у серији са 3:2. Против Јуте џез су затим изгубили прве 3 утакмице, да би победили у следеће 3, и напослетку изгубили серију са 4:3. Пар сезона касније су упали у нови лош период.
На драфту 2003. године, на коме је Дарко Миличић одабран други, Нагетси су имали трећег пика којим су одабрали Кармела Ентонија. Касније је и доведен Џорџ Карл на месту тренера, а 2006. је дошао и Ален Ајверсон. Имали су успеха током овог периода, и скоро сваке сезоне су играли плејоф, али су до 2008. пет пута заредом испадали у првој рунди плејофа. Током сезоне 2008/09 је Ајверсон трејдован за Чонсија Билапса, и тада су стигли до финала конференције први пут после сезоне 1984/85. Ту су, као и 1985, поново испали од Лејкерса са 4:2. У утакмици предсезоне су 3. октобра 2009. одиграли утакмицу против КК Партизан у свом Пепси центру, где су победили 102:70. Ентони је 2011. у великом трејду са Њујорк никсима отишао из Денвера, а две године након тога Џорџ Карл одлази са места тренера.
Мајкл Малон је 2015. постао нови тренер Нагетса, а у међувремену су преко драфта одабрали Јусуфа Нуркића, Гарија Хариса, Емануела Мудиеја, и Николу Јокића. На драфту 2016. је са 7. места одабран Џамал Мари. Током овог периода се Денвер фокусирао на развијање младих играча, а покушавали су да уклопе Нуркића и Јокића у стартну поставу. У једном тренутку су играли и заједно на терену, при чему је Нуркић играо центра, а Јокић крилног. Нуркић је 2017. трејдован у Портланд трејл блејзерсе, чиме је Јокић стално играо стартног центра. У сезони 2019/20 су после 11 година играли финале Запада, и као у претходна два, и у овом су испали од Лејкерса, овај пут са 4:1. Три године касније су поново стигли до финала Западне конференције, где су поново играли против Лос Анђелес лејкерса, али су их овај пут коначно победили са 4:0. Тиме су обезбедили своје прво НБА финале, а и прво чишћење, односно победу од 4:0 у историји франшизе. Постали су шампиони победом од 4:1 над Мајами хитом у финалу НБА 2023. Никола Јокић је био MVP тог финала, а и први играч у историји НБА који је у плеј-офу био први у поенима, ухваћеним лоптама, и асистенцијама.
Надимак Нагетси у буквалном преводу означава грумење, односно комадиће неке стене или руде. Маскота клуба је пума Роки, а играју у Бол арени коју деле са НХЛ тимом Колорадо аваланчима, и лакрос тимом Колорадо мамутсима.

## Историја

### Предисторија: првобитни Денвер нагетси (1932—1951)
Првобитни Денвер нагетси су основани 1932. као аматерски тим у оквиру Аматерског спортског савеза (AAU), који је и данас активан. Били су један од успешнијих тимова, а 1939. су освојили првенство победом над  Филипс сикстисиксерсима (66ers) из Оклахома Ситија. Следеће године су такође играли финале против истог тима, али су изгубили.
У сезони 1947/48. су одлучили да постану клуб професионалног спорта, и прикључили су се Националној кошаркашкој лиги за сезону '48/49. Такмичење су окончали на задњем месту у Западној конференцији. Следеће сезоне су се прикључили НБА лиги, где су у својој јединој сезони имали учинак од 11 победа и 51 пораза играјући на Западној конференцији. Клуб је угашен 1950. године.

### Године у АБА лиги (1967—76)

#### Оснивање нове франшизе (1967)
У 1967. је основана АБА лига, нова кошаркашка лига у САД, која је постојала паралелно са НБА. Први комесар лиге је био чувени кошаркаш Џорџ Мајкан, а једна од главних иновација у лиги је и била линија за 3 поена, које у то време још увек није било у НБА. Нова лига на челу са Мајканом је поделила дозволе за оснивање нових тимова, а једну од њих је добила група из Канзас Ситија на челу са бизнисменом из јужне Калифорније Џејмсом Триндлом.
Триндл је покушао да пронађе дворану у Канзас Ситију у коју би сместио тим, али није имао успеха у томе. Џорџ Мајкан му је предложио да екипу пресели у Денвер, и да као генералног менаџера постави неког становника тог града. Триндл је на то пристао, и нова екипа је основана као Денвер ларкси, по шеви (енгл. lark) једном од симбола савезне државе Колорадо.
Оснивачки одбор није успео да одмах обезбеди минимални почетни буџет, па им је комесар АБА лиге дао рок до кога морају да скупе бар 100.000$, или ће им бити одузета дозвола за екипу. Само неколико сати пре истека рока, 2/3 клуба је за 350.000$ продато камионском магнату из Денвера, Билу Рингзбију. Нови власник је пред почетак сезоне клуб преименовао у Денвер рокетси по узору на своју транспортну компанију Ringsby's Rockets. То се примећивало и на првом грбу клуба, који је био у употреби од 1968. до 1971. године, на чијем дну је писало Ringsby systems. Током тог периода су боје клуба биле црвена, црна и бела, такође по узору на транспортну компанију већинског власника.

#### Прва сезона клуба (1967/68)
Пред почетак сезоне је формиран и први управни одбор и клупска структура. Први председник клуба је био Дон Рингзби, син већинског власника клуба. Боб Бас је 1. јула 1967. именован за тренера, а Дик Ајкер је три дана касније постао извршни председник. Домаћи терен им је био Денверски аудиторијум, а играли су у Западној конференцији лиге, у којој су поред њих били још 5 екипа: Њу Орлеанс баканирси, Далас чапаралси, Хјустон маверикси, Анахајм амигоси и Оукланд оукси. Источна конференција је имала једну екипу мање, а чинили су је Питсбург пајперси, Минесота маскиси, Индијана пејсерси и Њу Џерзи американси.
Од играчког кадра, у Рокетсима су играли Грант Симонс, Вилис Томас, Џули Хамонд, а били су једина екипа из целе АБА лиге која је одговорила на писмо будуће прве звезде Ларија Џонса, и успели су да га потпишу на тадашњих 10.000$. Успели су и да из Детроит пистонса у ривалској НБА лиги потпишу крилног центра Вејна Хајтауера.
Прву утакмицу коју је ова екипа одиграла у АБА лиги је одржана у недељу 15. октобра 1967. у Денверском аудиторијуму против Анахајм амигоса. Рокетси су предвођени победили 110:105, а њихов најбољи стрелац, уједно и на утакмици, био је Вилис Томас са 39 поена. На другој страни је Лес Селвиџ постигао 26, уз 4 постигнуте тројке. Два дана касније су изгубили своју прву икад утакмицу код куће 102:85 од Хјустон маверикса. После тога су у гостима одиграли две утакмице против Оукланд оукса, од којих су победили у првој 104:91, а у другој, која је играна у Сан Хозеу, су изгубили 112:102. Прве продужетке у својој историји су одиграли 1. новембра 1967. код куће против Питсбург пајперса, и том приликом су изгубили са 112:103. Прву утакмицу са продужецима у којој је Денвер победио је одиграна у Денверском аудиторијуму 10. новембра 1967, када су победили Хјустон мавериксе 88:86.
Лари Џонс је временом постао најбољи стрелац екипе, а 28. новембра 1967. у победи над Оукланд Оуксима од 126:108 је постигао 52 поена. Он је био први и једини учесник Денвер рокетса на Ол-стар утакмици која се одржавала 9. јануара 1968. у Индијанаполису. Екипа Западне конференције је утакмицу изгубила 126:120, а Џонс је за Запад постигао дабл-дабл од 14 поена и 13 скока. У екипу је касније током сезоне дошао и играч америчког фудбала Лони Рајт, који је своју сезону започео као сејфти у Денвер бронкосима. Рајт је тиме постао први играч који је у једној сезони играо професионално и амерички фудбал и кошарку.
Своју прву сезону у регуларном делу такмичења су завршили као трећи на западу са 45 победа и 33 пораза. Лари Џонс је ушао у идеалну петорку лиге. Плејоф серију су играли против првопласиране екипе на Западу Њу Орлеанс баканирса, а због бољег скора Баканирса у регуларној сезони, прве две утакмице су се играле у Њу Орлеансу.  Прву утакмицу су Рокетси изгубили 130:104, а другу 105:93. Наредне две код куће су победили 105:98 и 108:100, да би одлучујућу пету утакмицу изгубили у Њу Орлеансу резултатом 102:97. Баканирси су на крају изгубили финалну серију резултатом 4:3 против Питсбург пајперса.

#### Наставак успеха (1968—70)
На драфту 1968. су изабрали Тома Бурвинкла, који је отишао да игра за Чикаго булсе у НБА, и Џулијуса Кија. Лари Џонс је 17. августа одабран за првог председника новоформираног Синдиката кошаркаша АБА лиге. Центар Бајрон Бек је у сезони 1968/69 одиграо своју најбољу играчку сезону тиме што је просечно бележио дабл-дабл од 14,5 поена и 11 скокова. Денвер је сезону 1968/69. започео играјући топло-хладно: најпре су изгубили прве 4 везане утакмице, да би после победили у 4 заредом. До Ол-стар утакмице, одржане 28. јануара 1969. у Конвешнон центру у Луивилу, имали су скор од 26 победа и 19 пораза. У утакмици против Минесота пајперса, одиграној 5. децембра 1968, победили су за 1 поен 119:118, упркос партији Конија Хокинса који је постигао 51 поен за Пајперсе.
На Ол-стар утакмици 1969. су за Запад наступала 3 играча Рокетса: Лари Џонс, Вејн Хајтауер и Бајрон Бек. У победи Запада од 133:127 Бек је постигао дабл-дабл од 14 поена и 10 ухваћених, Џонс је замало постигао свој дабл-дабл са 14 поена, 9 асистенција и 5 скока, а Хајтауер је за 6 минута убацио 6 поена уз 5 скока. После Ол-стар утакмице Рокетси су наставили са солидним партијама, а 1. марта 1969. на утакмици против Хјустона Лари Џонс је постигао 52 поена. Последњу утакмицу у регуларном делу сезоне 1968/69. су одиграли месец дана касније против Кентаки колонелса, и победили су 94:90. Били су трећи на Западу са 44 победа и 34 пораза, а у плеј-офу су играли против Оукланд оукса који су били први на Западу. Прву утакмицу су изгубили 129:99, а на дан одигравања друге утакмице тренер Денвера Боб Бас је изјавио да ће следеће сезоне да тренира универзитет Тексас Тек. Рокетси су другу утакмицу победили 122:119, али су на крају у 7 утакмица изгубили од Оукланда, и поново испали у првој рунди плеј-офа. Поред тренера, и генерални менаџер Дик Ајкер је поднео оставку по окончању сезоне.
Пред сезону 1969/70. је сувласник Дон Рингзби преузео упражњено место генералног менаџера. Нови тренер је 14. маја 1969. постао Џон Маклендон, чиме су Рокетси били прва екипа у АБА лиги која је запослила Афроамериканца као тренера. Од играча је доведен крилни центар Спенсер Хејвуд, који је био прва година факултета, и који је потписан на 450.000$ и три године. Сезону 1969/70. су започели 19. октобра, и у поразу од Њу Орлеанс баканирса од 109:103 Хејвуд је забележио 30 поена. Овај пораз је био почетак негативног низа од 7 везаних пораза. Након што су у првих 28 утакмица победили у 9, Рингзби је отпустио Маклендона, и запослио Џоа Белмонта. Убрзо по замени тренера су Рокетси 20. децембра започели рекордни низ од 15 везаних победа предвођени углавном Ларијем Џонсом и Спенсером Хејвудом, али су добре партије пружали и Бајрон Бек, Лони Рајт и Џулијан Хамонд. Хејвуд и Џонс су били одабрани на Ол-стар утакмици 24. јануара 1970. у Индијанаполису. Запад је убедљиво победио са 128:98, а Спенсер Хејвуд је са 23 поена и 19 скокова био MVP утакмице. Лари Џонс је са 30 поена, 6 ухваћених и 5 асистенција био најбољи стрелац и за Запад, и на утакмици. У последњој утакмици регуларне сезоне, одиграној 15. априла 1970. у Денверском аудиторијуму, Рокетси су убедљиво победили Лос Анђелес старсе 152:116. Најбољи стрелац на утакмици за Денвер је био Хејвуд, који је имао дабл-дабл од 59 поена и 25 скокова, а пратио га је и Лари Џонс са својим дабл-даблом од 34 поена и 13 асистенција. Спенсер Хејвуд је одабран за рукија године, и MVP-ја регуларног дела сезоне, а са просеком од 30 поена и 19,5 скокова је био и члан прве идеалне петорке и АБА лиге, и рукија. Лари Џонс је био поново члан идеалне прве петорке АБА лиге, а тренер Џон Белмонт је поделио титулу тренера године са тренером Лос Анђелес старса Билом Шарманом. Регуларну сезону су први пут завршили као први на Западу. По први пут су прошли у другу рунду плеј-офа после победе над Вашингтон капитолсима са 4:3 у серији, и 30. априла су играли против Лос Анђелес старса. После победе у првој утакмици од 123:113 после продужетака, изгубили су следеће 4 заредом.

### Неуспешне године (1970—72)
Доналд Рингзби је 2010. за Денвер Пост изјавио да је по завршетку до тада најуспешније сезоне имао понуду да прода екипу Билу Данијелсу, али да то није урадио, што каже да је финансијски гледано била грешка. Пред почетак сезоне су два најбоља играча екипе напустили Рокетсе. Лари Џонс је трејдован у Мајами флоридијансe за Ларија Кенона и Дона Сидла, а Хејвуд је напустио екипу како би играо у Сијетл суперсониксима у НБА.

### Период у НБА (1980—)
Након успешних седамдесетих, уследиле су осамдесете године Алекса Инглиша, осмоструког учесника на Ол-стару, и бившег најбољег стрелца НБА лиге. Управо за време играчке каријере Инглиша, 13. децембра 1983. године, Денвер је са Детроитом одиграо меч са највећим бројем поена икада — 370. Меч је одигран на три продужетка, а Пистонси су славили резултатом 186:184.

#### Ера Кармела Ентонија (2003—11)
Франшиза бележи лагани пад током друге половине деведесетих, а као редовни учесници плеј-офа етаблирају се кад је Кармело Ентони дошао у лигу 2003. године са трећег места на драфту, одмах после Дарка Миличића. Тренер Нагетса током овог периода је био Џорџ Карл, а поред Ентонија су за Денвер играли Нене и Џеј Ар Смит. Касније су обавили трејд за Алена Ајверсона, да би касније њега послали у Детроит пистонсе за Чонсија Билапса. Најбољи учинак им је било финале Западне конференције, које су од Лејкерса изгубили са 4:2.
У предсезони 2009/10 су 3. октобра 2009. одиграли утакмицу са КК Партизан, коју су добили са 102:70.
Ера се званично окончала 2011. када је Ентони трејдован у Њујорк никсе у замену за Данила Галинарија, Вилсона Чендлера и Рејмонда Фелтона. Убрзо је Нагетсе напустио и тренер Џорџ Карл, а на његово место је дошао Брајан Шо.

#### Период Николе Јокића
Дана 15. јуна 2015. године, на крају сезоне 2014/15, Мајкл Малон је именован за новог главног тренера Денвер нагетса. Улазећи на НБА драфт 2015. са својим најнижим избором на драфту (седмим укупно) од 2003. године, Нагетси су драфтовали Емануела Мудијаја за кога се сматрало да је најбољи плеј драфта, што је довело до спекулација да ће тадашњи почетни плеј, Тај Лосон, бити размењен. Лосон је 14. јула 2015. ухапшен у Лос Анђелесу под сумњом да је возио под дејством алкохола, што је био други пут за последњих шест месеци. Нагетси су мењали Лосона недељу дана касније у Хјустон рокетсе заједно са избором на драфту у другом кругу за Џоија Дорсија, Ника Џонсона, Костаса Папаниколауа, Пабла Прихионија (на крају су од свих одустали) и пиком прве рунде који је коришћен за драфтовање Хуана Ернангомеза .
Под вођством Мајкла Малона, Денвер нагетси су лагано почели да напредују, пре свега ослањајући се на омладински покрет који су чинили Емануел Мудијај, Никола Јокић
, Гери Харис, а касније и опорављени Јусуф Нуркић. Дана 27. јануара 2016. објављено је да ће и Мудијаји и Јокић учествовати у ББВА Компас раајзинг старс изазову током ол-стар 2016. године. Дана 18. фебруара, Денвер нагетси су објавили да су одлучили да замене ветерана шутера Рендија Фоја у Оклахома Сити тандер у замену за Ди Џеј Августина, Стива Новака и два пика на драфту у другој рунди. Дан касније, Џеј Џеј Хиксон и новостечени Новак су одбачени.
Током НБА драфта 2016. године, Денвер нагетси су узели бека Кентакија Џамала Марија, као и Хуана Ернангомеза, Малика Бизлија и Петра Корнелија. У међувремену, њихов 56. пик је прослеђен у Оклахома Сити тандер. Дана 13. фебруара 2017. Нуркић је прослеђен, заједно са правима на избор Мемфис гризлиса у првом кругу драфта 2017, Портланд трејлблејзерсима у замену за Мејсона Пламлија, избор у другом кругу 2018. и новчану накнаду. Захваљујући континуираним побољшањима Николе Јокића, Нагетси су направили значајна побољшања у свом тиму, иако су били заостали само једну утакмицу мање од пласмана у НБА плеј-оф 2017. године, и завршили на 9. месту у Западној конференцији.
Дана 15. јуна 2017. Нагетси су званично промовисали Артураса Карнишоваса за генералног менаџера тима и Тима Конелија за председника кошаркашких операција. На НБА драфту 2017. Денвер нагетси су изабрали Тајлера Лајдона, Влатка Чанчара и Монте Мориса, са 24., 49. и 51. избором. Дана 2. децембра 2017. Нагетси су повукли Фет Леверов број, пре утакмице са Лос Анђелес лејкерсима и обележили је победом од 115 : 100. Упркос томе што су саставили своју прву победничку сезону од 2013, пропустили су плеј-оф те 2018. године. Пети узастопни пропуштени низ плеј-офа, након што су изгубили од Минесоте тимбервулвса у ситуацији победа или неуспех у финалу регуларне сезоне, чиме су такође завршили сезону на 9. месту, једну утакмицу иза осмог носиоца Тимбервулвса.
На НБА драфту 2018. Нагетси су драфтовали Мајкла Портера млађег и направили размену са Орландо меџиком да би добили Џареда Вандербилта. Јокић је 31. јануара 2019. примио позив за своју прву Ол-стар селекцију, као резерву Западне конференције за НБА ол-стар утакмицу 2019. године, чиме је постао први Ол-стар Нагетса од Кармела Ентонија 2011. године. Нагетси су сезону 2018/2019. завршили са 54. победе, као први у својој Северозападној дивизији и као други у Западној конференцији, и пласирали се у плеј-оф први пут од 2012/2013. У првом колу Нагетси су играли против Сан Антонио спарса, и прошли даље са победом у седмој утакмици. Нагетси су елиминисани у другом колу од Портланд трејлблејзерса исто у 7 утакмица. Трећа утакмица другог кола имала је четири продужетка, чиме је изједначена утакмица из 1953. године за најдужу НБА плеј-оф утакмицу. Game three of the second round had four overtimes, tying a 1953 game for the longest NBA playoff game.
Након суспензије НБА сезоне 2019/20, Нагетси су били један од 22 тима позвана у НБА Бабл да учествују у последњих 8 утакмица регуларне сезоне.  Предвођен Јокићем и Маријем, тим је први у историји НБА плеј-офа који је узастопно са минуса од 3 : 1 дошао до укупне победе са коначним скором од 4 : 3. У првом колу су победили Јуту у 7 утакмица у рекордном броју постигнутих кошева у дуелу између Џамала Марија (40. кошева) и Донована Мичела (44. коша). Нагетси су поновили исти подвиг против Пола Џорџа и Каваја Леонарда из Лос Анђелес клиперса у другом колу, поставши једини тим у историји НБА који је превазишао вишеструки минус од 3 : 1 у једној серији плеј-офа. У финалу Западне конференције, трка за титулу Нагетса је приведена крају, након што их је будући шампион Лос Анђелес лејкерс савладао у пет утакмица.
У НБА сезони 2020/21, Јокић је проглашен за најкориснијег играча НБА лиге, поставши први центар од Шакила О'Нила и сезоне 1999/2000. и први играч у историји франшизе Нагетса који је освојио награду. Такође је постао први српски играч, трећи европски играч у укупном поретку (заједно са Дирком Новицким из Немачке и Јанисом Адетокумбом из Грчке), и шести интернационалац који је икада освојио награду (заједно са Хакимом Олајџувоном из Нигерије, Тимом Данканом са Америчких Девичанских острва , Стивом Нешом из Канаде, Новицким из Немачке и Адетокумбом из Грчке). Јокић је такође постао најлошије драфтован играч, на 41. месту, и први играч у историји НБА који је изабран у другој рунди драфта заједничке ере, да би освојио МВП награду. Иако су Нагетси завршили сезону као трећи носиоц у Западној конференцији и победили своје противнике у првом колу, Портланд трејлбејзерсе, у шест утакмица, губитак стартног бека Џамала Марија због кидања АЦЛ-а допринео је да тим изгуби од шампиона Западне конференције и другог носиоца Финикс санса.
Следеће сезоне Денвер нагетси нису имали баш превише среће са повредама. После девет утакмица у сезони, члан стартне петорке, Мајкл Портер Јр. придружио се Марију на страни са операцијом леђа на крају сезоне. Упркос повредама, Јокић и стартни нападач Арон Гордон одвели су Нагетсе до позиције шестог носиоца. Јокић је постао први играч у историји НБА који је сакупио 2.000 поена, 1.000 скокова и 500 асистенција у једној сезони. Јокић је добио Кијину МВП награду другу годину заредом, придружио се 12 других играча у историји НБА како би освојио награду у годинама уназад, и први центар коме је то пошло за руком од Мозиса Малона 1982. и 1983. године. У првом колу плеј-офа, Јокићеви Нагетси су пали у пет утакмица од Голден Стејт вориорса, који су у наставку освојили шампионат.

#### 2023: Прва титула у историји нагетса
У сезони 2022/23, Нагетси су обезбедили прво место у Западној конференцији са 53 победе и 29 пораза, две утакмице испред Мемфис гризлиса. Нагетси су савладали Минесота Тимбервулвсе са 4 : 1 у првом колу плеј-офа 2023, пре него што су победили Финикс сансе са 4 : 2 у полуфиналу конференције. Доминација Нагетса у плеј-офу настављена је у финалу конференције; Предвођен изванредном игром Јокића, који је проглашен за најкориснијег играча финала Западне конференције, тим је победио Лос Анђелес лејкерсе у четири утакмице да би се пласирао у своје прво финале НБА лиге. Ово је такође био први пут да су Нагетси победили Лејкерсе у плеј-оф серији (претходно су били 0 : 7 против њих), као и први пут у плеј-оф серији у историји франшизе. У финалу НБА лиге, 12. јуна 2023, Нагетси би победили шампиона Источне конференције Мајами хит са 4 : 1 и освојили свој први НБА шампионат, а Јокић је добио награду за најкориснијег играча НБА финала.
Никола Јокић је први играч из франшизе Денвера који је проглашен за најкориснијег играча НБА лиге и то у сезонама 2020/21. и 2021/22. Такође је и први MVP финала, након што је Денвер освојио финале НБА 2023.

#### Сезона као браниоци титуле (2023/24)
Убрзо после освајања шампионске титуле су се отворила питања останка појединих играча. Услед немогућности да изједначе понуду Индијана пејсерса, Брус Браун је напустио екипу и прешао тамо. Џеф Грин је такође напустио екипу, и као слободни агент је потписао за Хјустон рокетсе. Од познатијих имена је Џастин Холидеј потписао за Нагетсе.

## Домаће дворане
- Денвер аудиторијум арена (1967–1975)
- Денверски колосеум (1967–1975)
- Мекниколс спортска арена (1975–1999)
- Бол арена (1999–данас), бивши Пепси центар (1999-2021)

## Грбови
- Грб Денвер рокетса током 1968-71
- Актуелни грб од 2018.

## Резултати по сезонама
Списак последњих пет сезона Нагетса. За комплетну историју од сезоне до сезоне, погледајте Денвер нагетси — учинак по сезонама.
Белешка: Ута. = утакмица играно, Поб. = победе, Изг. = изгубљено утакмица, П–И% = проценат победе
| Сезона   | Ута. | Поб. | Изг. | П–И% | Заврши             | Плеј-оф                                                    |
| 2018/19. | 82   | 54   | 28   | .659 | 1. на северозападу | Изгубили у полуфиналу конференције, 3 : 4 (Трејлблејзерси) |
| 2019/20. | 73   | 46   | 27   | .630 | 1. на северозападу | Изгубили у финалу конференције, 1 : 4 (Лејкерси)           |
| 2020/21. | 72   | 47   | 25   | .653 | 2. на северозападу | Изгубили у полуфиналу конференције, 0 : 4 (Санси)          |
| 2021/22. | 82   | 48   | 34   | .585 | 2. на северозападу | Изгубили у првом колу, 1 : 4 (Вориорси)                    |
| 2022/23. | 82   | 53   | 29   | .646 | 1. на северозападу | НБА шампиони, 4 : 1 (Хитси)                                |

## Битни појединци

### Пензионисани бројеви
| English 2 1980-1990 | Lever 12 1984-1990   | Thompson 33 1975-1982 | Beck 40 1967-1977 |
| Issel 44 1976-1985  | Mutombo 55 1991-1996 | Moe 1 432 1980-1990   |                   |

| Пензионисани бројеви | Пензионисани бројеви | Пензионисани бројеви | Пензионисани бројеви |
| Број                 | Име и презиме        | Позиција             | Период играња        |
| -------------------- | -------------------- | -------------------- | -------------------- |
| 2                    | Алекс Инглиш         | К                    | 1980–1990            |
| 12                   | Фет Левер            | П                    | 1984–1990            |
| 33                   | Дејвид Томпсон       | К / Б                | 1975–1982            |
| 40                   | Бајрон Бек           | К / Ц                | 1967–1977            |
| 44                   | Ден Ајсел            | Ц / К                | 1976–1985            |
| 55                   | Дикембе Мутомбо      | Ц                    | 1991–1996            |
| 432 1                | Даг Мо               | Тренер               | 1980–1990            |

Белешке:
- 1 Број представља број победа у регуларном делу НБА сезоне.
- НБА је у августу пензионисала Бил Раселов број 6. за све своје тимове чланице 11. август 2022.[53][54]

### Чланови Куће славних
| Чланови кошаркашке куће славних | Чланови кошаркашке куће славних | Чланови кошаркашке куће славних | Чланови кошаркашке куће славних | Чланови кошаркашке куће славних |
| Играчи                          | Играчи                          | Играчи                          | Играчи                          | Играчи                          |
| Број                            | Име и презиме                   | Позиција                        | Период играња                   | Уврштен у Кућу славних          |
| ------------------------------- | ------------------------------- | ------------------------------- | ------------------------------- | ------------------------------- |
| 25 44                           | Ден Ајсел 1                     | Ц / КЦ                          | 1975–1985                       | 1993                            |
| 33                              | Дејвид Томпсон                  | К / Б                           | 1975–1982                       | 1996                            |
| 2                               | Алекс Инглиш                    | К                               | 1980–1990                       | 1997                            |
| 8                               | Шарунас Марчуљонис              | Б                               | 1996–1997                       | 2014                            |
| 24                              | Спенсер Хејвуд                  | КЦ / Ц                          | 1969–1970                       | 2015                            |
| 55                              | Дикембе Мутомбо                 | Ц                               | 1991–1996                       | 2015                            |
| 3                               | Ален Ајверсон                   | П                               | 2006–2008                       | 2016                            |
| 30                              | Џорџ Макгинис‎                   | Ц                               | 1978–1980                       | 2017                            |
| 11                              | Чарли Скот                      | Б                               | 1978–1980                       | 2018                            |
| 24                              | Боби Џонс                       | Ц                               | 1974–1978                       | 2019                            |
| 10                              | Тим Хардавеј                    | Б                               | 2002                            | 2022                            |
| Тренери                         |                                 |                                 |                                 |                                 |
| Број                            | Име и презиме                   | Позиција                        | Период вођења тима              | Уврштен у кућу славних          |
| —                               | Алекс Ханум                     | Тренер                          | 1971–1974                       | 1998                            |
| 11                              | Лери Браун3                     | Тренер                          | 1974–1979                       | 2002                            |
| —                               | Џон Меклендон 2                 | Тренер                          | 1969                            | 2016                            |
| —                               | Џорџ Карл                       | Тренер                          | 2005–2013                       | 2022                            |
| Сарадници                       |                                 |                                 |                                 |                                 |
| Број                            | Име и презиме                   | Позиција                        | Период                          | Уврштен у кућу славних          |
| —                               | Џон Меклендон 2                 | Тренер                          | 1969                            | 1979                            |

Белешке:
- 1 Такође је тренирао тим 1992–1994 и 1999–2001.
- 2 Укупно, Меклендон је три пута уврштен у Кућу славних – као сарадник, као тренер и као члан Тенеси Стејт тајгерса 1957–1959.
- 3 Такође је играо за тим 1971–1972.

### ФИБА Кућа славних
| Денвер Нуггетсова Кућа славних (ФИБА) | Денвер Нуггетсова Кућа славних (ФИБА) | Денвер Нуггетсова Кућа славних (ФИБА) | Денвер Нуггетсова Кућа славних (ФИБА) | Денвер Нуггетсова Кућа славних (ФИБА) |
| Играч                                 | Играч                                 | Играч                                 | Играч                                 | Играч                                 |
| Бр.                                   | Име                                   | Позиција                              | Период                                | Постављен                             |
| ------------------------------------- | ------------------------------------- | ------------------------------------- | ------------------------------------- | ------------------------------------- |
| 8                                     | Шарунас Марчуљонис                    | Б                                     | 1996–1997                             | 2015                                  |

### Остали познатији играчи
- Кармело Ентони
- Чонси Билапс
- Андре Игодала
- Тим Хардавеј
- Кенет Фарид
- Џеј Ар Смит
- Нејт Робинсон
- Андре Милер
- Боби Џексон
- Мајк Милер
- Џамир Нелсон
- Чаки Еткинс
- Ник ван Ексел
- Сони Вимс
- Квинси Милер
- Никола Јокић
- Руди Фернандез
- Нене
- Жофре Ловерњ
- Еван Фурније
- Костас Папаниколау
- Јан Весели
- Карлос Аројо
- Јусуф Нуркић
- Данило Галинари
- Тимофеј Мозгов
- Линас Клејза
- Дикембе Мутомбо

## Занимљивости
- Пре садашњих Нагетса су током 1932—51 постојали други Денвер нагетси, који су пре гашења играли у НБА од 1948. до 1950.[56]
- Клуб је основан у оквиру новонастале АБА лиге, а дозволу за формирање је добио одбор са седиштем у Канзас Ситију, где је клуб првобитно требао да буде основан. Пошто предводник одбора Џејмс Триндл није могао да нађе прикладну дворану у том граду, на предлог комесара лиге Џорџа Мајкана је клуб премештен у Денвер.[1]
- Првобитни назив клуба је био Денвер ларкси, по државној птици Колорада шеви (енгл. lark).[1] Међутим пошто власници нису имали довољно почетног капитала, 2/3 клуба је пред истек рока за обезбеђивање минималног буџета продато Билу Рингзбију, камионском магнату из Денвера. Нови већински власник је пред почетак сезоне преименовао клуб у Денвер рокетси, по узору на сопствену транспортну компанију.[1]
- Садашње име клуб носи од 1974. Пред прелазак у НБА власници су расписали конкурс о новом имену екипе, пошто су Рокетси већ играли у Хјустону након селидбе из Сан Дијега 1971. године. Победничко име са конкурса је било Нагетси, по узору на првобитне Денвер нагетсе. Нагет у буквалном преводу означава грумен, односно комад неке стене или руде.
- Предвођени тренером Ларијем Брауном су 1976. играли против Њујорк нетса у последњем финалу АБА лиге икада. Од њих су изгубили 4:2 у серији.[57]
- Прва су екипа у НБА која су као последњепласирани (осми) учесник избачили првопласираног учесника плеј-офа. То је било у сезони 1993/94. када су избацили Сијетл суперсониксе предвођене Гаријем Пејтоном и Шоном Кемпом.[58] У истом плеј-оф наступу су након тога играли против Јуте џез предвођене Карлом Малоном и Џоном Стоктоном, и након што су губили 3:0 постали су друга екипа у НБА историји која је изнудила 7. утакмицу после 3 везаних победа.[59] На крају су ипак изгубили седму утакмицу 91:81.[60]
- У утакмици предсезоне су 3. октобра 2009. одиграли утакмицу против КК Партизан у свом Пепси центру, где су победили 102:70. Најбољи играч Денвера је био Кармело Ентони са 17 поена, док је у Партизану најбољи био Алекс Марић са 16 поена и 21 ухваћеном лоптом.[2]
- Закључно са 19. мајем 2023. су једна од 6 екипа која на драфту никада није имала првог пика.  Поред тога, Нагетси нису никада имали ни другог пика, а три пута су имали трећег пика на драфту 1990, 1998. и 2003. На драфту 2003. су одабрали Кармела Ентонија[61]
- На драфту 2003. на коме је одабран Кармело Ентони Нагетси су одабрали и Санија Бечировића, али он никада није заиграо у НБА. Од осталих занимљивијих избора који су играли у Европи, 2009. су одабрали Серхија Љуља са 34. места, али ни он није за њих играо. Квинси Милер је одабран 2012. са 38. места, и провео је 2 године са њима. Нагетси су на драфту 2015. са 57. места одабрали Николу Радичевића, али он закључно са 21. јуном 2023. још увек није играо у НБА.[62]
- Никола Јокић је први MVP регуларног дела сезоне у историји Нагетса.[63], а и њихов први MVP финала.